# Majiang (köping i Kina)
Majiang (kinesiska: 马江镇, 马江) är en köping i Kina. Den ligger i den autonoma regionen Guangxi, i den södra delen av landet, omkring 300 kilometer nordost om regionhuvudstaden Nanning. Antalet invånare är 29639. Befolkningen består av 13 950 kvinnor och 15 689 män. Barn under 15 år utgör 19,0 %, vuxna 15-64 år 68 %, och äldre över 65 år 11,0 %.
Genomsnittlig årsnederbörd är 2 090 millimeter. Den regnigaste månaden är augusti, med i genomsnitt 302 mm nederbörd, och den torraste är februari, med 42 mm nederbörd.